# Valle Antrona
Het Valle Antrona is een bergdal in de Noord-Italiaans regio Piëmont (provincie Verbania).
De vallei is uitgesleten door de rivier de Ovesca die bij Beura uitstroomt in de Toce. De Ovesca ontstaat in het hoogste deel van het Valle Antrona door het samenvloeien van de bergbeken Loranco en Troncone. De inwoners van het dal zijn grotendeels afhankelijk van de landbouw. Het toerisme is hier nog nauwelijks ontwikkeld. De hoofdplaats van het dal is Antronapiano dat tot de gemeente Antrona Schieranco behoort.
Achter in het Valle Antrona liggen een aantal grote (stuw)meren waarvan het Lago Alpe dei Cavalli het grootst is. Een ander meer, het Lago di Antrona is op 25 juli 1642 ontstaan doordat een steenlawine, afkomstig van de hellingen van de Cima di Pozzuoli, een dam opwierp waardoor het water van de Troncone opgevangen werd.

## Gemeenten in het dal
- Montescheno (441 inw.)
- Seppiana (182 inw.)
- Viganella (204 inw.)
- Antrona Schieranco (544 inw.)

## Hoogste bergtoppen
- Pizzo d'Andolla (3656 m)
- Pizzo Bottarello (3487 m)
- Punta di Saas (3188 m)